# Nätter utan slut
Nätter utan slut är en Digital Live EP med Noice, utgiven den 1 augusti 2007. Den spelades in live på Tantogården i Stockholm 2 september 2005.
Musiker:
Marcus Öhrn - sång 
Peo Thyrén - bas & kör   
Johan Junstrand - trummor   
Jonas Karlberg - gitarr & kör 
Johan Boding - keyboards & kör     
Gästmusiker:
Robert Klasen - trummor på "I natt é hela stan vår"
Robert Liman - gitarr på "I natt é hela stan vår"

## Låtlista
1. "Nätter utan slut" (Peo Thyrén)
2. "Dolce vita (Det ljuva livet)" (Peo Thyrén)/Hasse Carlsson)
3. "Till en legend" (Peo Thyrén)/Freddie Hansson)
4. "I natt é hela stan vår" (Peo Thyrén)